# Cerambycinae

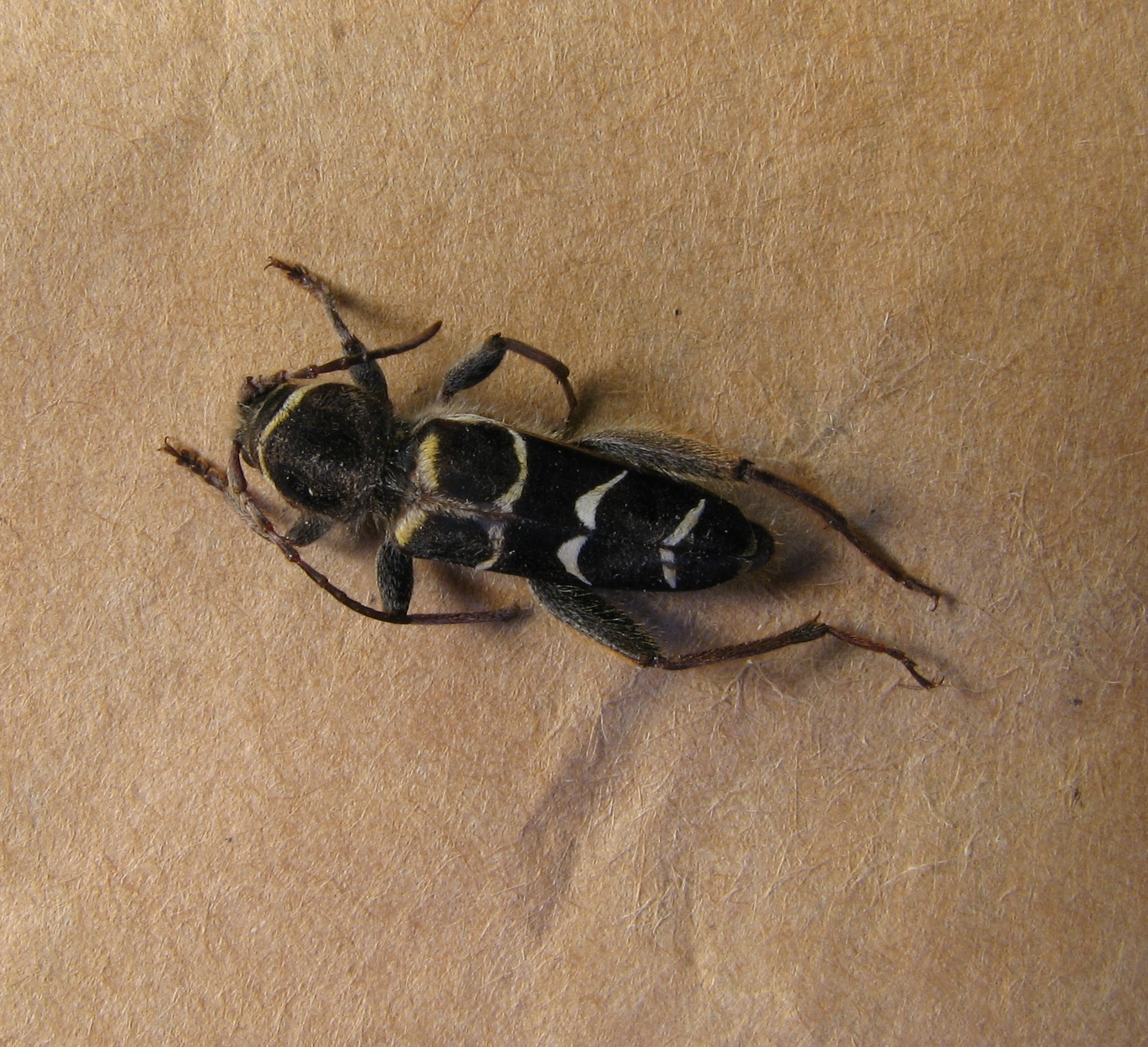
Neoclytus caprea, tribu Clytini

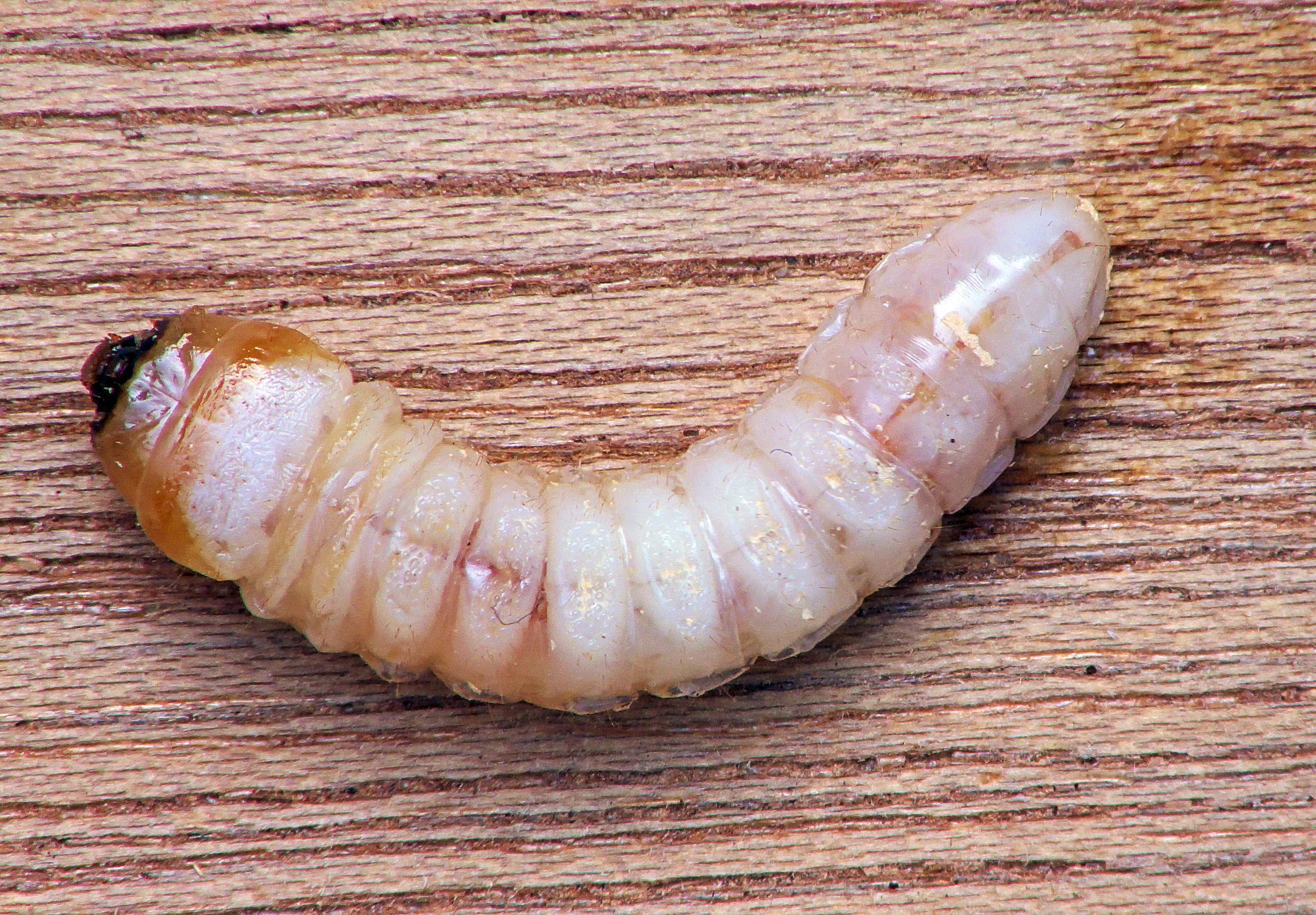
Hylotrupes bajulus (tribu Callidiini), larva

Los cerambicinos (Cerambycinae) son una  subfamilia de coleópteros dentro de la familia Cerambycidae.  Son de apariencia muy diversa, pero por lo general tienen las antenas de tamaño medio y  largo y el cuerpo delgado. Hay cerca de 6000 especies descritas.

## Apariencia
Son especies pequeñas a muy grandes (30-100 mm), por lo general delgadas. Muchas son de color negro o marrón, rojo otras, amarillo y negro (imitando avispas) o metálico. Las antenas tienen, por lo menos, la mitad del largo del cuerpo, y con frecuencia son más largas que el cuerpo. La cabeza es relativamente pequeña y dirigida oblicuamente adelante y abajo. Las patas son largas y delgadas en la mayoría de las especies.

## Ciclo vital
La mayoría de estos escarabajos tienen larvas en la madera muerta, cuyo desarrollo, a menudo, lleva varios años para alcanzar la madurez. Los adultos de muchas especies a menudo visitan las flores.

## Plagas
La subfamilia incluye algunas especies que pueden hacer daño a la madera y a la construcción de viviendas, la más conocida y preocupante es Hylotrupes bajulus. Pero la mayoría de las especies son consideradas como totalmente inofensivas para los seres humanos, sin embargo, muchas se ven amenazadas por la actividad humana, especialmente en el sector forestal moderno por la eliminación de madera muerta y árboles viejos del bosque.

## Tribus
Tiene las siguientes tribus:
Achrysonini - 
Agallissini - 
Alanizini - 
Anaglyptini - 
Ancylocerini - 
Aphanasiini - 
Aphneopini - 
Auxesini - 
Basipterini - 
Bimiini - 
Bothriospilini - 
Brachypteromini - 
Callichromatini - 
Callidiini - 
Callidiopini - 
Cerambycini - 
Certallini - 
Chlidonini - 
Cleomenini - 
Clytini - 
Coelarthrini -
Compsocerini - 
Coptommatini -  
Curiini - 
Deilini - 
Dejanirini - 
Diorini - 
Distichocerini - 
Dodecosini - 
Dryobiini - 
Eburiini - 
Ectenessini - 
Elaphidiini - 
Eligmodermini - 
Erlandiini - 
Eroschemini - 
Eumichthini - 
Gahaniini - 
Glaucytini - 
Graciliini - 
Hesperophanini - 
Hesthesini - 
Heteropsini - 
Hexoplonini - 
Holopleurini - 
Holopterini - 
Hyboderini - 
Ibidionini - 
Ideratini - 
Lissonotini - 
Lygrini - 
Macronini - 
Megacoelini - 
Methiini - 
Molorchini - 
Mythodini - 
Necydalopsini - 
Neocorini - 
Neostenini - 
Obriini - 
Oedenoderini - 
Oemini - 
Opsimini - 
Oxycoleini - 
Paraholopterini - 
Phalotini - 
Phlyctaenodini - 
Phoracanthini - 
Phyllarthriini - 
Piesarthriini - 
Piezocerini - 
Platyarthrini - 
Plectogastrini - 
Plectromerini - 
Pleiarthrocerini - 
Protaxini - 
Prothemini - 
Psebiini - 
Pseudocephalini - 
Psilomorphini - 
Pteroplatini - 
Pyrestini - 
Rhagiomorphini - 
Rhinotragini - 
Rhopalophorini - 
Rosaliini - 
Sestyrini - 
Smodicini - 
Spintheriini - 
Stenhomalini - 
Stenoderini - 
Stenopterini - 
Strongylurini -  
Tessarommatini -  
Thraniini - 
Thyrsiini - 
Tillomorphini - 
Torneutini - 
Trachyderini - 
Tragocerini - 
Trichomesini - 
Tropocalymmatini - 
Typhocesini - 
Unxiini - 
Uracanthini - 
Vesperellini - 
Xystrocerini 